# Лайба (човен)

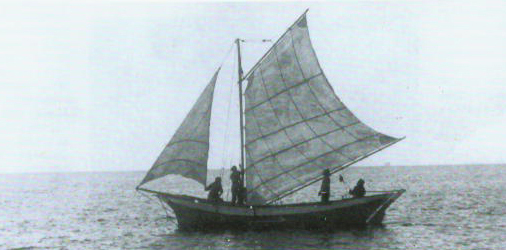

Ла́йба (фін. laiva) — великий човен з двома косими вітрилами. Такі човни плавали по Дніпрі в XIX столітті.
На Балтійському морі лайба — місцева назва дерев'яних вітрильних суден для перевезення нетермінових вантажів. Водотоннажність від 50 до 400 тонн, тип вітрильного спорядження — іол або шхуна. Двигуни не застосовувалися до 1920 років. Екіпаж від 3 до 5 людей, зазвичай фіни, оскільки вони добре знали шхерні фарватери на Балтиці. Використовувалися аж до Другої світової війни на місцевих нерегулярних перевезеннях вантажів. Основні порти: Петербург, Виборг, Кронштадт (каботажна гавань), Або, Ревель, Стокгольм.